# Taseko Mountain
Der Taseko Mountain, auch Mount Taseko (englisch ausgesprochen Ta-SEE-ko), ist ein 3063 m hoher Berg mit einer Schartenhöhe von 1.277 m im Südwesten der kanadischen Provinz British Columbia. Er ist einer der Hauptgipfel der Chilcotin Ranges, einer Teilkette der Pacific Ranges in den Coast Mountains. Im Cariboo Regional District, unmittelbar östlich der Taseko Lakes gelegen, ist er der höchste Gipfel zwischen den Taseko Lakes und dem Fraser River und der höchste östlich des Passes zwischen den Einzugsgebieten des Lord River, eines Nebenflusses des Taseko River, und des Bridge River. Der nächsthöhere Berg ist der Monmouth Mountain (3182 m). Nördlich und östlich des Taseko Mountain fällt die Landschaft spektakulär zur Ebene des Chilcotin Plateau ab. Unmittelbar westlich jenseits des Taseko Lake liegt der Mount Tatlow, welcher dieselbe Höhe wie der Taseko Mountain hat.